# Pia de' Tolomei (film 1941)
Pia de' Tolomei è un film del 1941 diretto da Esodo Pratelli.

## Trama
XIII secolo. Pia, discendente di una storica famiglia senese, rimasta sola per la partenza del marito per la guerra, incontra di nascosto il fratello, già allontanato dalla città, per salutarlo.
Un amico del marito, innamorato della donna ma non riamato, scopre l'incontro dei due fratelli e per vendicarsi convince il consorte di Pia, tornato in città, che la donna lo abbia tradito. La donna viene rinchiusa in un castello della Maremma toscana, dopo essere stata abbandonata definitivamente dal marito.
L'innamorato traditore arriva quindi al castello nel tentativo di sedurre la donna, ma costei nel tentativo di fuggire dal losco individuo precipita dal balcone e morirà.

## Distribuzione
Il film venne distribuito nelle sale cinematografiche italiane il 15 settembre del 1941.

## Critica
(Osvaldo Scaccia in Film del 25 ottobre 1941)